# Laojunmiao, Gansu
Laojunmiao är en köping i nordvästra Kina. Den ligger i Yumen i staden Jiuquan i provinsen Gansu, omkring 680 kilometer nordväst om provinshuvudstaden Lanzhou.